# フラグ (ストーリー)
フラグは英語では旗、プログラミングでは真か偽で表され、条件分岐などに使われる変数のことを意味する単語であるが、本項で扱うフラグは映画・小説・ドラマ・漫画・アニメ・ビデオゲームなどのストーリーにおいて、後に特定の展開・状況を引き出す事柄を指す専門用語である。伏線と同義であるものの、フラグは比較的単純で定型化された「お決まりのパターン」の含意があるとされる。

## 概要
ビデオゲーム、とくにアドベンチャーゲームなどの、プレイヤー（読者）の選択によってストーリーが分岐し、異なる結果をもたらす遊戯全般において、それらの論理構造を記述するコンピュータのプログラミング上の基礎的な概念の「フラグ」に由来する。
これらのゲームは一般に、プレイヤーの選択に基づいてシーンの分岐が決定する。その中でも、あるシーンの分岐が過去の別の場面でなされた選択に基づいて決定される場合、プログラムの都合上プレイヤーが該当の場面でどのような選択をしたのか、プログラム内部で記録しておく必要がある。その記録を付けることをプログラミング用語で「フラグを立てる」と言い、後にシーン分岐を決定する際にフラグが「立っている」ならこのシーン、「立っていない」ならばあのシーン、といった形で用いる。また、フラグは大きなシーン分岐に用いられるに留まらず、伏線を張るために登場人物のセリフなどを細かく分岐する際にも用いられる。
こういった事情から熱心なゲーマーを中心に、登場人物のセリフや行動、演出から（プログラム内部にあり、プレイヤーには見えないはずの）フラグの状態を推測することで、その先の展開を推測しクリアする解析手法が模索され、活発に情報交換された。そして、この手法は特にマルチ・エンディングのゲームをコンプリートする際に効率的な枝刈りや重要なステップとなる以外にも、プレーヤーの期待感を煽る効果があることから、ゲーム製作側が「ストーリー上関連性がありわかりやすい」演出を積極的に採用したことで有為な解析手法として確立した。後に、このような解析結果を基に行われる、フラグが立つことが必至である選択を「フラグを立てる」と表現するようになる。
同じ手法が、ストーリーの分岐などのない一般の小説や漫画、映像作品などにおいても流用され、特徴的な（言い換えれば類型のありふれた）演出について「あんな演出があったということは○○フラグが立っているだろう。そしてやがて○○が起こるだろう」「きっとあのときに○○フラグを立てていたのだろう」というストーリーの先読みが行なわれるようになった。特に漫画や週刊誌の連載、連続ドラマにおいて、発表時点では、読者や視聴者にはその後の正確なストーリーがわからないため、その後のストーリーを予測する必要があり、その後の展開によっては、（恐らくは急遽決定したであろう）次回や次々回に起こる登場人物の死に一定の効果をもたらすため、挿入される類型モチーフに対する見解を仰ぐ目的として、また期待を助長し、ストーリー予測が毎次話題になることから、次第に広まり、技法として定着した。
こうしたフラグという概念が認識されるにつれて、フラグが立ったとユーザーや視聴者に思わせておいて、全く異なった展開を意図的に行う作品も見られるようになった。またギャグとして描写する作品もある。このような、既存のフラグとされている行為をしておきながらその定型通りの展開にならない状態について、その状況や原因に応じて「フラグが倒れる」「フラグを折った」「フラグ壊し」などと表現されることがある。
ちなみに、プログラミング上の基礎的な概念である「フラグ」においては、「フラグを立てる」の逆は「フラグを降ろす」である。
フラグによって分岐した結果のストーリー展開、イベント、シーンそのものを「フラグ」と称する例もあるが、この用法は誤りである（あるキャラクタの登場場面を「○○登場フラグ」と称するなど）。

## 分類
基本的に新語であるため、その意味や分類が通じるか否かは帰属集団による。場合によっては単なる類型がフラグと表現されている場合もある（物語の類型を参照）。
死亡フラグ
後に死に至ったり絶望的な状況になることを示すフラグ。登場人物の死亡はインパクトがあり、映画やドラマで頻出することから、死亡フラグは特に多用され、代表的な演出が知られている。しかしそれ以外のフラグ（希少な死亡フラグケースも含まれる）においては、それぞれのフラグの定義にばらつきが生じ、認識にも個人差がみられる。死亡フラグの例として
- 「この戦争が終わったら、故郷に帰って結婚するんだ」
- 「ここは俺に任せて行け！」
- 「さようなら。君に会えて本当に良かった」

などの発言や、
- それまで目立たなかった脇役が、突然その回になって活躍するようになる。
- 主人公の家族である。

などの状況がある。
概要にあるように、この新語の発祥とも言うべきフラグである。
有名な「俺、この戦争が終わったら、この娘と結婚するんだ……」は、映画『プラトーン』が元ネタであり、物語冒頭にこのセリフを言った主人公の同期の兵士はわずか10分後に死亡している。
インターネット上で2002年頃から使われ始めた言葉とみられている。メタ的に、死亡フラグ的な発言を「それは死亡フラグだから」と警告する言い回しもある。
2020年に宝島社から、漫画家の茶んたは映画等における数々の死亡フラグの例を紹介した書籍や、登場人物が死亡フラグを検証する漫画を発表している。
カプコンのゲームではヘリコプターが墜落する展開が多いことから、インターネット・ミームとして「カプコン製ヘリ」が死亡フラグ扱いされている。
恋愛フラグ
後に恋愛関係に発展することを示すフラグ。
例として「曲がり角でぶつかる」、「危機的な状況でいきなり助けられる」など。
フラグを伏線と同義とする場合、恋愛関係に至るフラグは伏線だが好意を持たれている段階のような現在進行形が伏線とは限らず、フラグとするのはふさわしくないとの向きがある。
生存フラグ
通常命を落とすような状況に巻き込まれても助かる、あるいは偶然そういった状況に巻き込まれずに済むことを示すフラグ。死亡フラグの対義語に当たる。例えば、ある人が断崖から転落したにもかかわらず、その後の描写が一切なく生死不明の場合、大抵は存命で後に出現する。
例としては、断崖やビルの上から落ちた後に「落下した後のシーン」を見せない時に多い。またその場合のセリフとして「この高さから落ちては命はないな」、「下を見て『死んだか』」（『下からのアングル』での発言に多い。上からのアングルであっても地上が見えない場合）など。ただし、命こそ助かっても一時的か恒久的かは作品によって分かれるが、記憶を失っていたりする。
また、後述の負けフラグと複合する形で、その時持てる最大の威力を誇る武器や攻撃で敵を迎え撃つことも、敵の生存フラグとなり得る場合がある。
例としては、攻撃による爆煙や土煙が立ち上って敵の姿が見えない中で、攻撃側が希望的なセリフ（「やったか?」「これを喰らえば無事ではすまない」など）を口にするなど。この場合大抵は煙の中から無傷の敵が現れ、攻撃側は改めて態勢を立て直すか、反撃により敗北するかのどちらかとなる。
1910年代から1920年代に映画館で上映された連続活劇では、客の興味をつなぎ止め次も確実に来場させるため、「崖にぶら下がった主人公を見下ろす悪党」などピンチの状況でピソードが終わり、主人公が助かるのは次回という手法（クリフハンガー ）を頻繁に使っていた。連続活劇は基本的に主人公が悪党を倒す展開であるため、生存フラグだった。テレビドラマシリーズではシーズンの区切りとして主要人物が「撃たれ重体」「崖から転落に滝壺に落ちる」など生死が不明のままシーズンを終える展開がある。アメリカのテレビドラマでは役者はシーズンごとに契約するが撮影中には契約がまとまっていない場合もあり、次シーズンまで興味を引きつつ続投・降板どちらにも対応出来る展開で終わらせる手法としても利用されている。これは続投する場合には生存フラグ、降板する場合には死亡フラグとなる。
再会フラグ
偶然出会った一見して重要人物に見えない人物が、後にストーリー上の重要人物として再登場するフラグ。
分岐フラグ
特にストーリー上の大きな分岐を示すフラグか、特に他のフラグでないことを示したい時に使われる。
アドベンチャーやシミュレーション系のゲームにおいては「選択肢」のことを示すのによく用いられる。例としては「幼馴染みからの告白を『受け入れる』『受け入れない』」「目の前の敵にトドメを『さす』『ささない』」など。
負けフラグ
戦闘シーンにおいて、優勢な状況にありながら、力を使い果たした、敵が真の力を発揮するなどの理由で敗北につながるフラグ。
勝利を、あるいは圧勝を自覚した側が、それを口に出すこと、油断とも言えるが劇的な落差を見せる演出であることで、それが敗因に直接結びつかないにもかかわらず、結果的に負けることになるフラグ。
勝ちフラグ
負けフラグとは逆に、圧倒的劣勢から逆転勝利するフラグ。
物語のキーとなる主人公によくあるものである。特に最初は「弱い」と称される主人公に多い。
その他
とにかくストーリーの先読みが可能な演出があれば、何でもフラグ扱いされる可能性がある。

## 参考図書
- 『現代用語の基礎知識2006』自由国民社、2006年。ISBN 4-426-10124-7。